# Аалупи
Аалупи (на естонски: Aalupi) е езеро в Югоизточна Естония.
Разположено е в област Пълва, близо до селото Ребасте. Площта му е около 7,2 ха, а през 1972 г., дълбочината достига до 15,8 m. Водите му изтичат чрез едноименна рекичка и се вливат в езерото Коорасти. След изграждането на язовир и бетонна стена при оттока на езерото, дълбочината се увеличава с почти 1 м. Дължината и ширината му са еднакви – по 310 м. Дължината на бреговата линия е 1038 м. 
Водата е силно стратифицирана, с разлика между температурата на повърхността и дъното от 21,5 °С. Цветът ѝ е жълто-кафяв, средната прозрачност е 2,0 м, а кислородът изчезва на дълбочина около 6 м.
В езерото има три острова. Средата му, където дълбочината на водата е под метър, е покрита с растителност. Заобиколено е почти отвсякъде със смесени гори, част от които са наводнени поради нарастналото ниво на водата. Рибите са представени от костур, щука, бабушка, червеноперка и шаран. Има и раци. Дъното е покрито с дебел слой сапропел.